# Condado de Antrim (Irlanda del Norte)
El condado de Antrim (del irlandés: Aontroim) es uno de los seis condados de Irlanda del Norte, Reino Unido. Su capital es Antrim y parte de Belfast se encuentra en este condado.

## Ciudades y pueblos
- Antrim
- Ahoghill
- Ballycarry
- Ballyclare
- Ballycor
- Ballycraigy
- Ballyeaston
- Ballygalley
- Ballymena
- Ballynure
- Ballyrobert
- Ballystrudder
- Broomhedge
- Broughshane
- Cargan
- Carncastle
- Carnlough
- Carrickfergus
- Cogry/Kilbride
- Clogh
- Craigarogan
- Creggan-Cranfield
- Crosshill
- Crumlin
- Cullybackey
- Doagh
- Dunadry
- Glenarm
- Glenoe
- Glynn
- Grange
- Greenisland
- Groggan
- Hillhead
- Kells / Connor
- Knocknagulliagh
- Killead
- Larne
- Magheramorne
- Martinstown
- Mill Bay
- Milbank
- Milltown (Antrim)
- Moneyglass
- Mounthill
- Mullaghboy
- Newtownabbey
- Parkgate
- Portglenone
- Randalstown
- Roughfort
- Straid
- Templepatrick
- Toome
- Trooperslane
- Whitehead